# William Edward Forster
William Edward Forster (11 de julio de 1818 - 6 de abril de 1886) fue un magnate, filántropo y político británico recordado principalmente por haber impulsado la ley de 1870 que creó el sistema educativo británico. Fue Jefe de Secretaría de Irlanda de 1880 a 1882. 

## Resumen biográfico
Hijo de William y Ann Forster, cuáqueros de Bradpole en Dorset, se educó en la Escuela cuáquera de Tottenham, y al terminar los estudios se inició en el campo de los negocios. No aceptó emplearse en una cervecería, y terminó dedicándose a la manufactura de lanas en Bradford, Yorkshire. 
Forster practicó desde joven la filantropía: en 1846 y 1847 acompañó a su padre a Irlanda para distribuir fondos de los cuáqueros entre los perjudicados por la gran hambruna. El estado del país lo deprimió y posiblemente le haya motivado a interesarse paulatinamente por los asuntos públicos.
En 1850 contrajo matrimonio con Jane Martha, hija mayor de Thomas Arnold, que no era cuáquera y en consecuencia William fue excomulgado de la iglesia paterna. Se dice que los amigos comisionados para notificarle de la excomunión ocultaron la cuestión, pero en lo sucesivo Forster se definió a sí mismo como «miembro de la Iglesia de Inglaterra». 
La pareja no llegó a tener hijos, pero el hermano de Jane, William Delafield Arnold falleció en 1859 dejando cuatro huérfanos que adoptaron como propios. Uno de los pequeños, H. O. Arnold-Forster sería años después un parlamentario miembro del gabinete de Balfour.

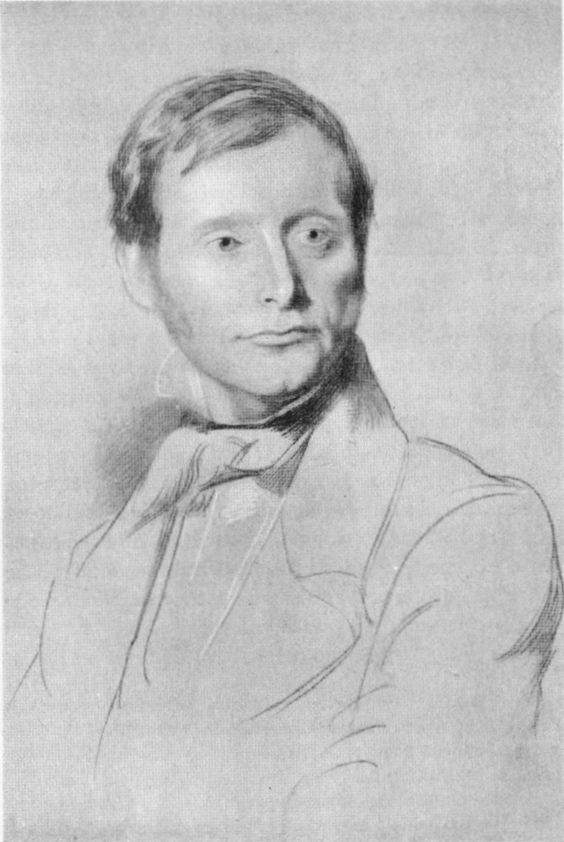
William Edward Forster en 1851.

## Carrera política
En 1859 se presentó como candidato del Partido Liberal al parlamento por el distrito electoral de Leeds, pero perdió.
Como era muy estimado en el Circuito Occidental de Yorkshire resultó elegido en 1861 por Bradford, y nuevamente en 1865 y 1868. Tuvo un papel relevante en los debates parlamentarios sobre la guerra civil estadounidense, y en 1868 fue nombrado subsecretario de Estado para las colonias, en el ministerio de Lord John Russell. Luego fue uno de los primeros defensores de la Imperial Federation, y sus posiciones respecto a la reforma parlamentaria le valieron la atención pública. 
Luego de completadas las reformas, Forster y Edward Cardwell se centraron en la legislación educativa, mediante proyectos de ley preentados en 1867 y 1868. En este último año, cuando el partido liberal retornó al poder, Forster fue nombrado Vicepresidente del Consejo con la tarea específica de preparar una normativa para la educación.

## Ley de educación elemental
La ley de educación elemental fue presentada el 17 de febrero de 1870, proponiendo la elección de consejos escolares en cada ciudad de Inglaterra y Gales a partir de ese mismo año. Las primeras dificultades surgieron del ámbito religioso: se enfrentaban sectores como la Unión educativa de Mánchester, que pretendía la preservación de la enseñanza confesional, y la National Education League , partidaria de la enseñanza laica y del respeto por el anticonformismo clerical. 
Los disidentes no quedaron satisfechos con la cláusula de conciencia introducida por Forster en el proyecto de Ley y lo consideraron, como ex cuáquero, un desertor de su propio bando. Repudiaban la cláusula 25a, que permitía a los consejos escolares pagar los gastos de alumnos indigentes en escuelas confesionales, como un ataque a sus intereses. Para el 14 de marzo, fecha del segundo tratamiento parlamentario la polémica había adquirido proporciones amenazantes, y George Dixon, representante liberal por Birmingham y presidente de la National Education League propuso el tratamiento de una enmienda que prohibía todo tipo de enseñanza religiosa en las escuelas públicas. El gobierno promovió un voto de confianza y la moción fue retirada, pero el resultado fue la inserción de la cláusula Cowper-Temple que prohibió el uso de todo tipo de distintivos religiosos en las escuelas. El proyecto aprobado en 1870, imperfecto como era, constituyó un primer acercamiento a lo que sería el sistema público de educación británico. 

## Irlanda
La siguiente actuación de importancia de Forster fue en relación con la Ley Ballot de 1872. En 1874 retornó a Bradford. En 1875, al retirarse Gladstone, Forster fue nominado para la presidencia del Partido liberal, designación que sin embargo declinó. En el mismo año fue elegido en la Royal Society, y nombrado Lord rector de la Universidad de Aberdeen.
En 1876, cuando la cuestión oriental se complicaba, visitó Serbia y Turquía, y sus dircursos osteriores sobre el tema estuvieron signados por la moderación. Al regresar Gladstone como primer ministro, Forster fue nombrado Jefe de Secretaría de Irlanda. Llevó a los Comunes la ley de compensaciones por disturbios, que sólo había sido tratada por la Cámara de los lores. El 24 de enero de 1881 presentó un proyecto de Ley de coerción, para luchar contra el crecimiento de la Liga nacional irlandesa, y en el curso de su presentación dijo que era «el deber mas doloroso que había tenido que realizar». La ley aprobó entre otros asuntos el derecho del gobierno irlandés a detener preventivamente a personas razonablemente sospechosas de crimen o conspiración.
El Partido irlandés utilizó cada oportunidad para oponerse a esta ley, y Forster se encontró viajando constantemente entre Dublín y Londres, conduciendo su campaña y defendiéndose en la Cámara de los comunes. Fue apelado «Buckshot» por la prensa nacionalista, suponiendo que había ordenado la aplicación de la ley en una manifestación que la policía disolvió a balazos. El 13 de octubre arrestaron a Charles Stewart Parnell, y poco después la Liga irlandesa fue proscrita. En esas circunstancias la vida de Forster estaba en peligro, y debió ser escoltado por la policía montada en Dublín. 
Varios intentos para asesinarlo se frustraron accidentalmente. El 2 de mayo de 1882 Gladstone anunció que el gobierno liberaría a Parnell y sus compañeros en Kilmainham: Foster y Lord Cower-Temple renunciaron. al sábado siguiente el sucesor de Forster, Lord Frederick Cavendish fue asesinado en Phoenix Park, Dublín.
Durante los últimos años de su vida, la actividad política de Forster se centró en varios objetivos interesantes, pero su actividad en Irlanda eclipsó todas esas tareas. Falleció en la víspera de la presentación de la Ley de gobierno irlandés de 1886, a la que siempre se había opuesto.